# Адамелло
Адамелло (итал. Monte Adamello) — горная вершина южного ряда Средних Альп.
Находится в пределах Италии, у самой тирольской границы; высота 3539 м; значительный глетчер.
Первое восхождение на Адамелло совершено Юлиусом Пайером в 1864 году.